# Kolonia Jaryszów
Kolonia Jaryszów – przysiółek wsi Jaryszów w Polsce, położony w województwie opolskim, w powiecie strzeleckim, w gminie Ujazd.
W latach 1975–1998 przysiółek położony był w ówczesnym woj. opolskim.
Kolonia Jaryszowska została założona, w ramach kolonizacji fryderycjańskiej,  w 1782 roku przez starostę powiatu toszeckiego hrabiego Johann Ernst Silvius von Sack. Założona kolonia miała 10 miejsc osadniczych. W latach 70. XX wieku do Kolonii Jaryszowskiej przyłączono mały przysiółek sołectwa Zimna Wódka, w którym w połowie XVIII wieku był młyn i staw należące do Zimnej Wódki.